# دانييل هاندلر

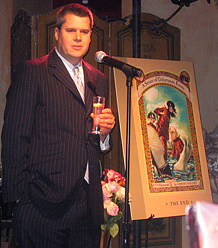
دانييل هاندلر

دانييل هاندلر (بالإنجليزية: Daniel Handler) هو روائي وكاتب نصوص سينمائية أمريكي اشتهر برواياته التي كتبها تحت اسم ليموني سنيكيت.

## السيرة الشخصية
ولد دانييل هاندلر دانييل هاندلر في مدينة سان فرانسيسكو بولاية كاليفورنيا عام 1970 وتخرج من مدرسة كومادور سلوات الابتدائية، ثم مدرسة هاربرت هوفر المتوسطة، ثم ثانوية لويل. تخرج هاندلر من جامعة ويسليان في عام 1992، كما تخرج من كورال فتيان سان فرانسيسكو. وهو متزوج بليزا براون Lisa Brown ولديهما صبي يُدعى أوتو (Otto).

## كتاباته
قصص أدبية، كوميديا سوداء وأدب أطفال عرف دانييل باسمه المستعار ليموني سنيكت، كما أن هاندلر ناشط سياسي وقد ساعد على تكوين (LitPAC) "لجنة العمل السياسي الأمريكي".

## الديانة
يصف هاندلر نفسه بأنه لا يبالي بالدين، وأنه يُنكر وجود الله. بالإضافة إلى قوله "لست مؤمناً بالقدر المكتوب سلفاً، وبأن الإنسان يُكافأ على جهوده. أنا لا أؤمن
بــ العاقبة الأخلاقية لأفعال المرء، والسبب الذي يجعلني أريد أن أكون إنساناً جيداً؛
هو اعتقادي بأن هذا هو الشيء الصحيح الذي يتوجب عليّ فعله. فإذا ما ارتكبت القليل من الأعمال السيئة، فإن ذلك سيعني عدد قليل من الأعمال السيئة، وبالتالي ربما التزم أخرون في التقليل من الأفعال السيئة. وبمرور الوقت سيقل عدد الأفعال السيئة أكثر فأكثر".

## أهم أعماله
أربع من روايات هاندلر (Handler) نشرت تحت اسمه الحقيقي. منها روايته الأولى الثمانية الأساسيون (The Basic Eight)، رفض الكثير من الناشرين نشرها بسبب موضوعها ولهجتها (النظرة السوداوية لحياة فتاة مراهقة). وزعم هاندلر أن الرواية قد رُفضت سبع وثلاثين مرة قبل أن تُنشر أخيراً. لهجة الكتاب كانت بمثابة قوة دافعة من نوع ما لأعماله (الحزينة؛ سلسلة الأحداث المأساوية (A Series of Unfortunate Events وهي من أكثر أعماله شهرة ونُشرت تحت اسمه المُستعار ليموني سنيكيت (LemonySnicket). أما آخر أعماله فهي رواية ظروف (Adverbs)؛ والتي هي عبارة عن سلسلة من القصص القصيرة التي قال "إنها عن الحب"، ونُشرت في أبريل 2006. صرح هاندلر أن روايته الجديدة للبالغين سـتكون عن القراصنة (pirates) أو بدقة أكبر عن قراصنة العصر الحديث، الذين يرغبوا أن يكونوا كقراصنة العصور القديمة.

## روابط خارجية
- دانييل هاندلر على موقع IMDb (الإنجليزية)
- دانييل هاندلر على موقع الموسوعة البريطانية (الإنجليزية)
- دانييل هاندلر على موقع ألو سيني (الفرنسية)
- دانييل هاندلر على موقع ميوزك برينز (الإنجليزية)
- دانييل هاندلر على موقع ديسكوغز (الإنجليزية)
- دانييل هاندلر على موقع قاعدة بيانات الفيلم (الإنجليزية)
- دانييل هاندلر على موقع كينوبويسك (الروسية)